# Интуитивное питание
Интуитивное питание — современный подход к питанию, основанный на представлениях, что внимание к сигналам собственного тела — голоду и насыщению — является более эффективным методом регуляции веса и пищевого поведения, чем тактика ограничений в питании, подсчета калорий или разделения пищевых продуктов на «полезные» и «вредные». 
Концепция интуитивного питания часто описывается в англоязычной литературе под другими названиями: «антидиетический подход», «мудрое питание», «сознательное питание», «настройка питания» и т. д.. Процесс освоения интуитивного питания ориентирован на построение здоровых, гармоничных взаимоотношений с едой, телом и сознанием.

## История интуитивного питания
Модель интуитивного питания стала формироваться в 1970-е, когда Тейма Вейлер открыла в Вермонте (США) центр[неизвестный термин] для женщин, основанный на недиетическом подходе. Green Mountain at Fox Run существует и поныне, и его программа не изменилась.
Тейма Вейлер принимает решение опробовать подход, полностью отвергающий диеты и разрешающий абсолютно любую еду для достижения здорового веса на основе практического опыта работы с детьми, страдающими диабетом. В течение 20 лет перед этим она занимается исследованием этих детей, пребывавших на длительной ограничивающей диете, и обнаруживает у большинства из них во взрослом возрасте излишний вес и нарушенное пищевое поведение.
В 1988 в США публикуется книга «Преодолевая переедание» («Overcoming Overeating») и производит революцию в сознании женщин. Книга декларирует, что диета — тупиковый путь в попытке преодолеть переедание, и что питание в соответствии с внутренними сигналами тела приводит к достижению нормального веса, стабилизации его на одном уровне и прекращении компульсивного переедания — не единственной, но основной причины набора веса. Авторы, психотерапевты Джейн Хиршманн и Кэрол Мюнтер, с 1970 года проводят антидиетические группы для женщин на эту тему, которые очень быстро становятся чрезвычайно популярными. Хиршманн — мать троих дочерей, которые растут на этом подходе с рождения. В одной из этих групп принимает участие британка Сюзи Орбах, студентка психологического факультета, будущий психоаналитик леди Дианы, лечивший принцессу от булимии, один из основателей компании Dove и крупнейшая фигура в мире феминисткой психотерапии.
Позднее Сюзи Орбах публикует свою знаменитую книгу «Жир — это феминистская тема» («Fat is a Feminist Issue»). Там также звучат идеи о том, что лучшая диета — отсутствие таковой, и мудрость тела позволит выбрать необходимое в питании.
Таким образом, подход описывается и практикуется разными специалистами с незначительными нюансами на протяжении 25 лет (1970—1995), и развивается как реакция специалистов в области питания и психотерапии на накопление большого количества данных о неэффективности диет и об усугублении и развитии расстройств пищевого поведения в результате ограничений в питании.
В середине 90-х гг. американское издательство St. Martin’s Griffin предлагает двум диетологам систематизировать информацию об интуитивном питании, придав ей более стройный и понятный вид, и издать книгу. В 1995 году выходит книга Эвелин Триболи и Элизы Реш «Интуитивное питание» («Intuitive eating»). Это наиболее фундаментальная и вместе с тем популярная книга об этом подходе. Оба автора, диетологи, преподают, популяризируют и практикуют подход и сейчас. Книга выдержала несколько переизданий и остается бестселлером.
В настоящее время в США около полутора десятков различных клиник, занимающихся терапией нарушений пищевого поведения, практикуют подход интуитивного питания.

## Исследования интуитивного питания
На сегодняшний день проведено более ста исследований, подтверждающих связь интуитивного питания с более низким индексом массы тела в течение жизни, улучшениями кардиологического и метаболического здоровья, снижением уровня депрессии и тревоги в отношении к телу и улучшением пищевого поведения. Исследовательская база интуитивного питания начинает формироваться в 2005 г, когда появляется первое исследование авторства Линды Бэкон, посвященное улучшению здоровья при переходе на интуитивное питание у страдающих ожирением женщин. В том же 2005 году Стивен Хоукс, профессор наук о здоровье в Молодежном Университете Брайхэма (Юта, США), публикует исследование[где?] интуитивного питания, подкрепляя его заявлением, что сам похудел на 50 американских фунтов (22,68 кг) благодаря этому подходу. Публикация этого исследования вызывает у публики в США большой интерес. Начинается победное шествие интуитивного питания по американскому континенту.
С 2006 года Трейси Тилка, профессор психологии из Университета Огайо, делает серию исследований на тему интуитивного питания, придавая подходу научную обоснованность. Наиболее известными исследованиями Трейси является разработка опросника по интуитивному питанию, благодаря чему выявлены и сформулированы основные факторы, определяющие интуитивного едока: безусловное разрешение есть, еда скорее по физическим, чем по эмоциональным признакам, и еда с опорой на внутренние сигналы голода и насыщения. Вторая исследовательская работа — анализ данных 1400 женщин-интуитивных едоков, показавший, что они чувствуют себя значительно лучше и имеют более низкий вес тела, чем в среднем в популяции, без попыток соответствовать идеалу худобы. Это наиболее масштабное исследование интуитивного питания до сих пор. В настоящее время в лаборатории Тилка проведено более 10 исследований различных аспектов интуитивного питания. 